# 韓国のナンバープレート

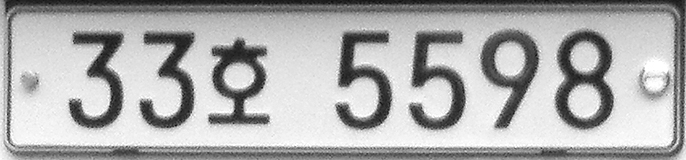
2006年以降のナンバープレート

韓国のナンバープレート（かんこくのナンバープレート）では、大韓民国内での自動車用ナンバープレート（차량 번호판/車輛 番號板、번호판/番號板とも略される）について説明する。（ダンプカーなどの建設機械は除外。）
日本からの独立以後、1970年代以前は、横幅は現在の日本のプレートを模倣し、上下はそれより狭いサイズで、縦横比は推定で1:3程度だった。表記法は、正面左側にハングルの縦書きで地名（道またはソウル特別市/釜山直轄市）が縦2文字で表記され、その右下側に車種区分を示すハングル1文字、さらにその右に数字4桁の分類記号が表記されていた。色は、自家用車用プレートが緑地に白文字を使用していた。1973年から2004年までのナンバープレートは、日本と同様に、ハングル表記の登録地、車種記号2桁（当初は1桁）、用途記号1字、一連番号4桁（例 : 서울 01 가 1234）で、サイズも普通車用が、縦170mm×横336mm、縦横比も1:2と極めて日本とよく似ていた。色は自家用は緑、事業用（タクシー等）は黄となっている。
2006年11月より新規格のナンバープレートが導入され、現在の形状は欧州連合のナンバープレートと同サイズの横長、白地に黒文字のものである。
増え続ける自動車登録台数に対処するため、現行の車種記号2桁を3桁に、用途記号のハングル1字についても、自動車ナンバー自動読取装置の識別に問題ないパッチムを追加する案が検討されている。また、一部の国で導入されている希望番号制度の導入も検討されている。
国土交通部は、番号を6桁から7桁に増やした、新ナンバープレートを2019年9月1日に導入予定。ただし、同時に導入が予定されていた、左にEUのナンバープレートと同様の青帯に、太極模様と韓国の英語略称「KOR」の文字、偽造防止のホログラムを追加したナンバープレートは、技術的問題から2020年7月に延期された。

## 概要
2006年11月1日から、普通自動車用のサイズをEUと同様の縦110mm×横520mm、縦横比1:5の横長とし（従来の車には取り付けが不可能なため、新造車のみ。ただし、新規の横長プレートが装着できない車種についてはリヤのみ旧サイズで対応する）、自家用車の色を従来の緑から白（文字色は黒）に変更し、文字配列も上下2列から1列に変更し、視認性が改善された。また、タクシーなどの事業用プレートは左端に、かつてのようにハングルでの地名が縦に表記されている（従来車については以前のまま）。
電気自動車、燃料電池自動車については、2017年6月9日登録分から水色の専用プレートが装着される。対象は一般車両とレンタカーのみであり、事業用車両やハイブリッドカーは対象外である。専用プレートには光を反射する素材が導入された。上記に該当する既存の電気自動車/水素燃料電池自動車ユーザーも申請すれば専用プレートに交換出来る。
なお、かつては日本等と同様に、プレートの取付時には封印を施す必要があったが、2024年の法改正により2025年2月20日をもって廃止される。

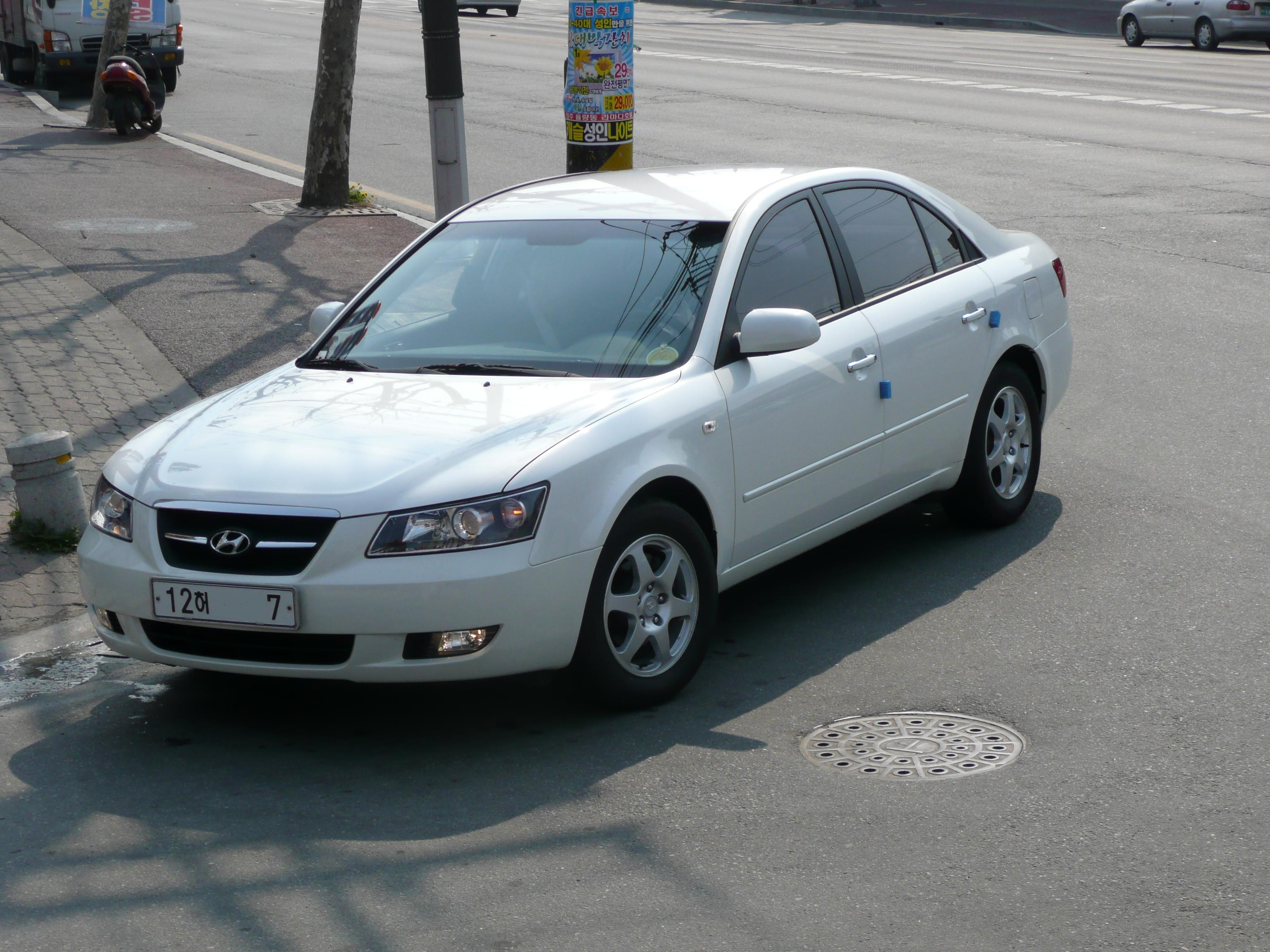
この様式のプレートを装着した車両 1 ヒュンダイソナタ（NF型）
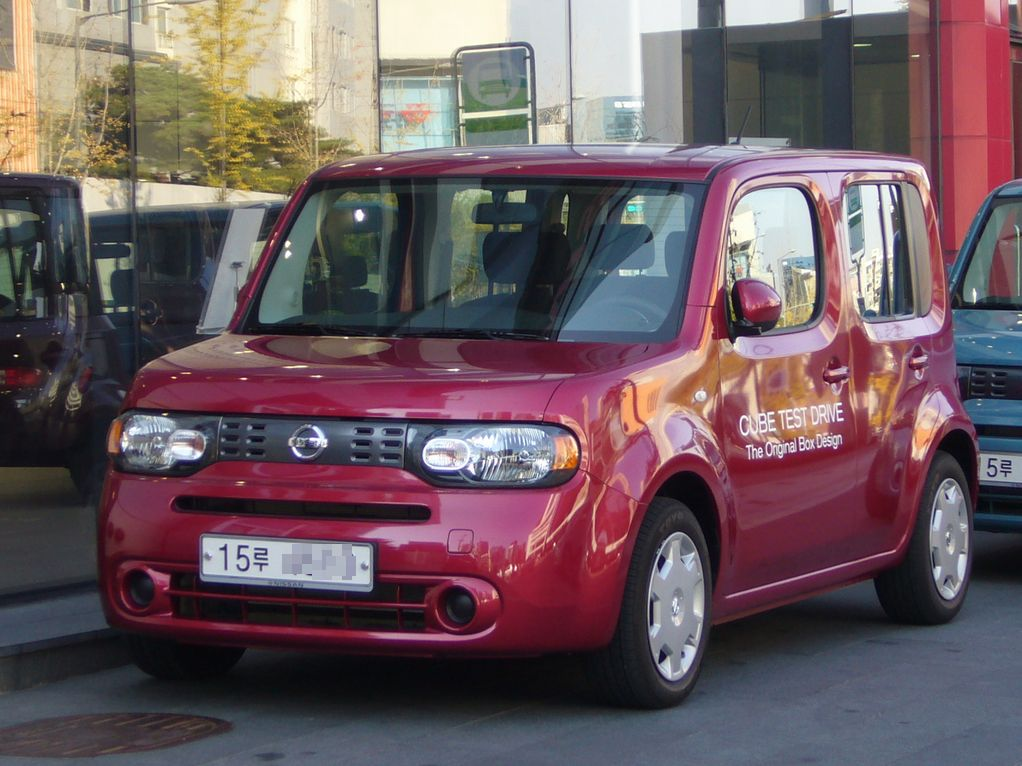
この様式のプレートを装着した車両 2 日産・キューブ（Z12）
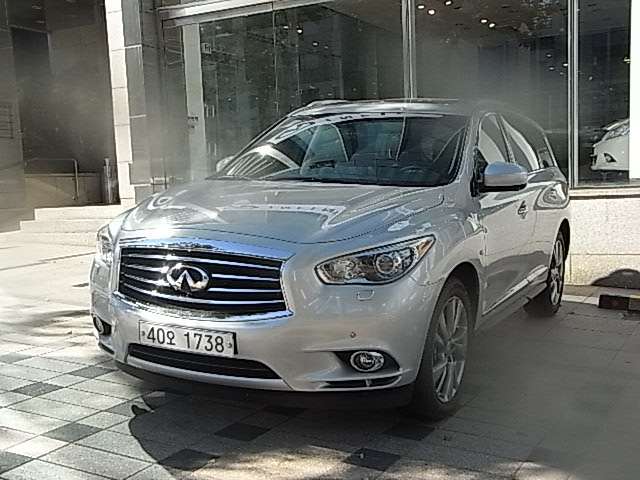
この様式のプレートを装着した車両 3 インフィニティ・JX
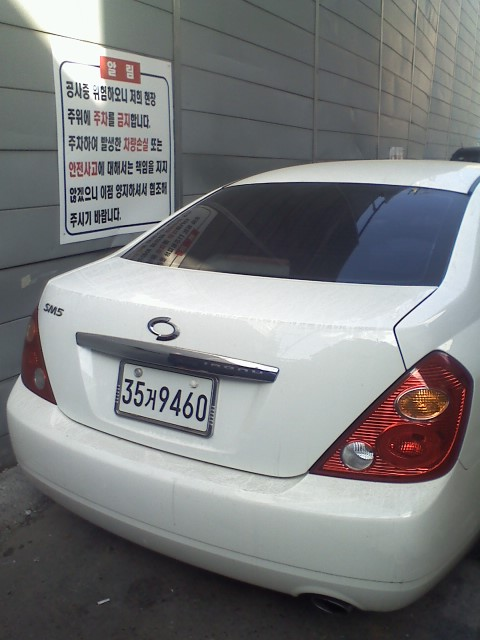
この様式の短縮版プレートを装着した車両 1 （ルノーサムスンSM5（A34R型））
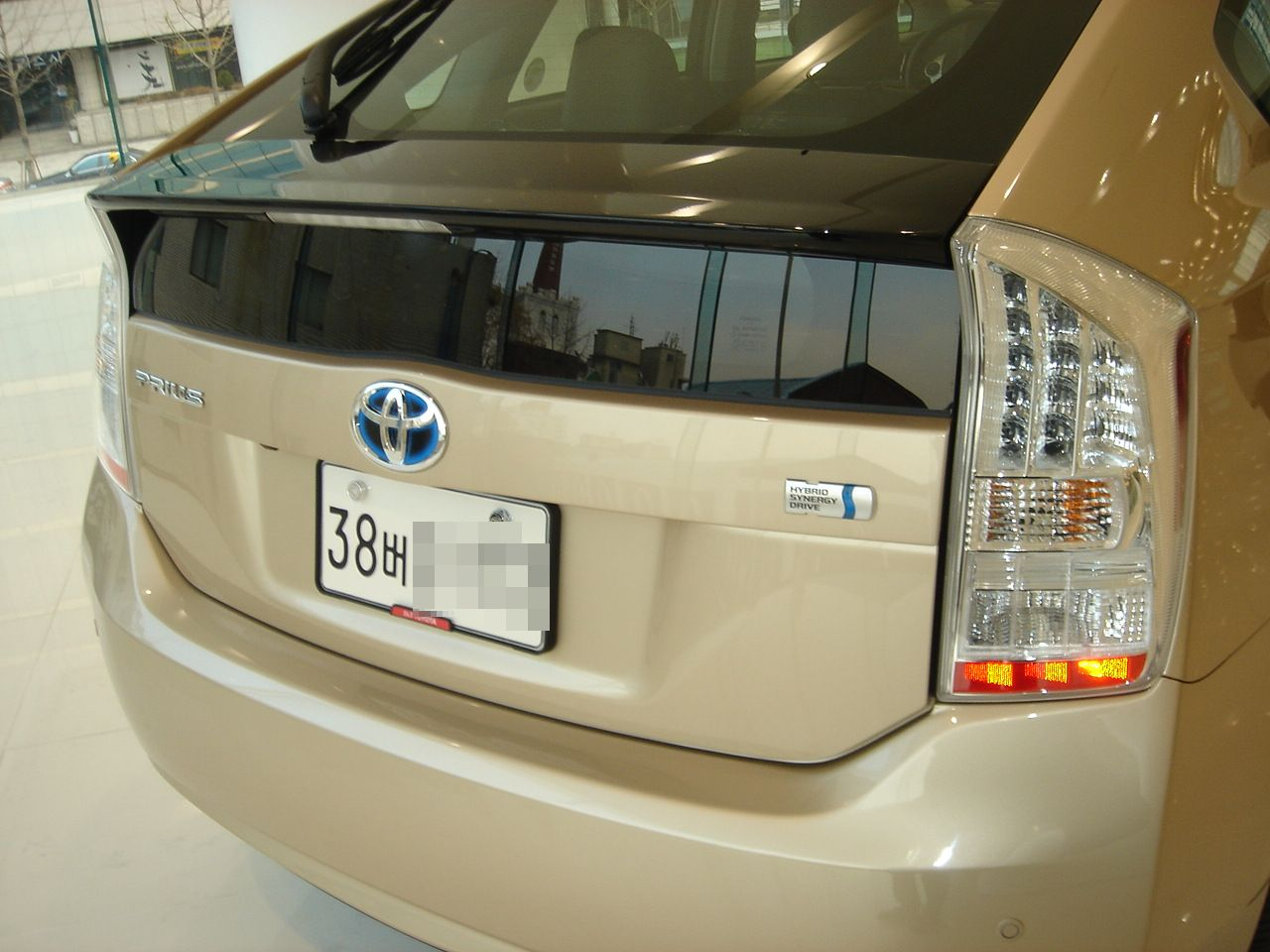
この様式の短縮版プレートを装着した車両 2 (トヨタ・プリウス ZVW30）
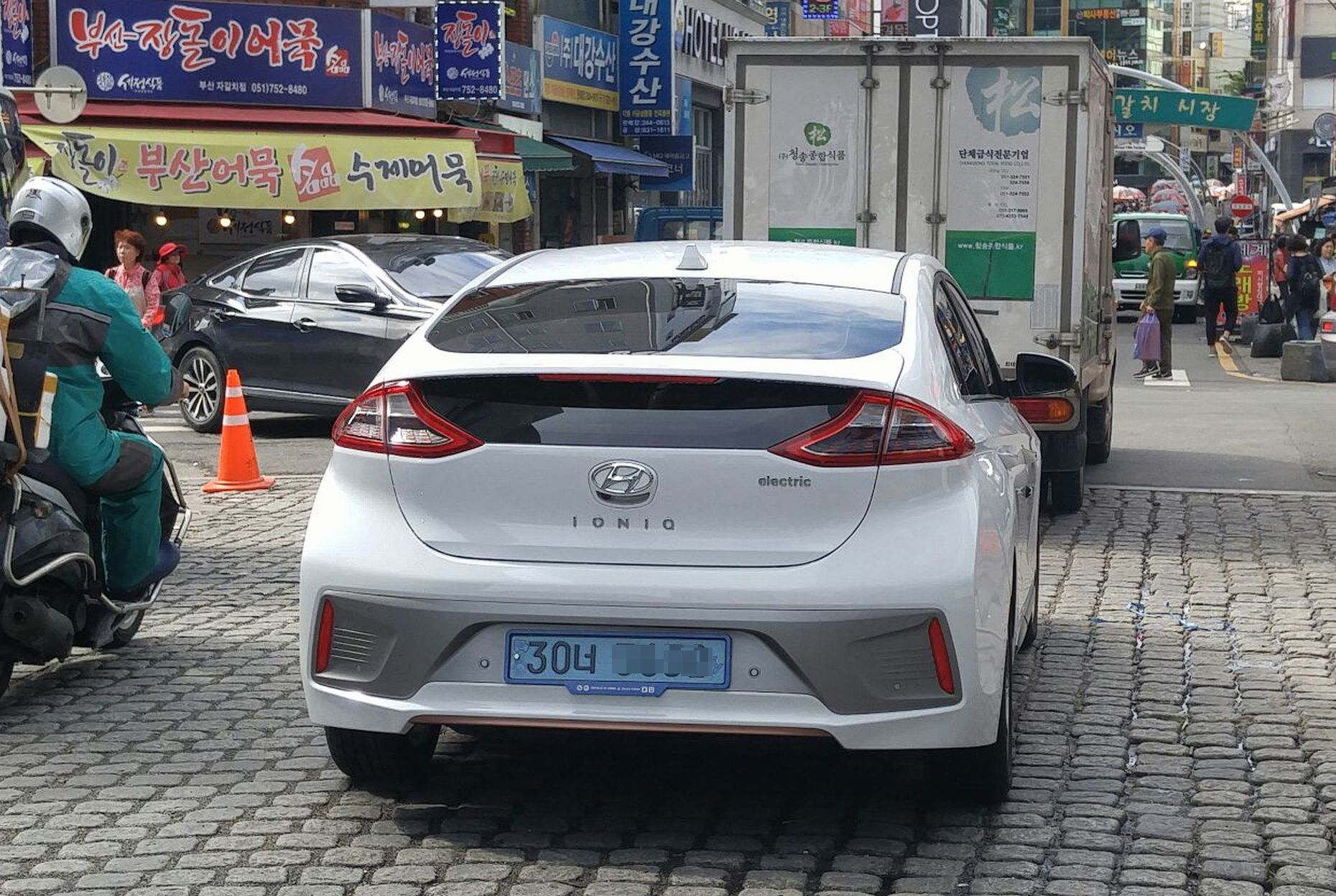
電気自動車専用のプレートを装着した車両 1 （ヒュンダイ・アイオニック エレクトリック）
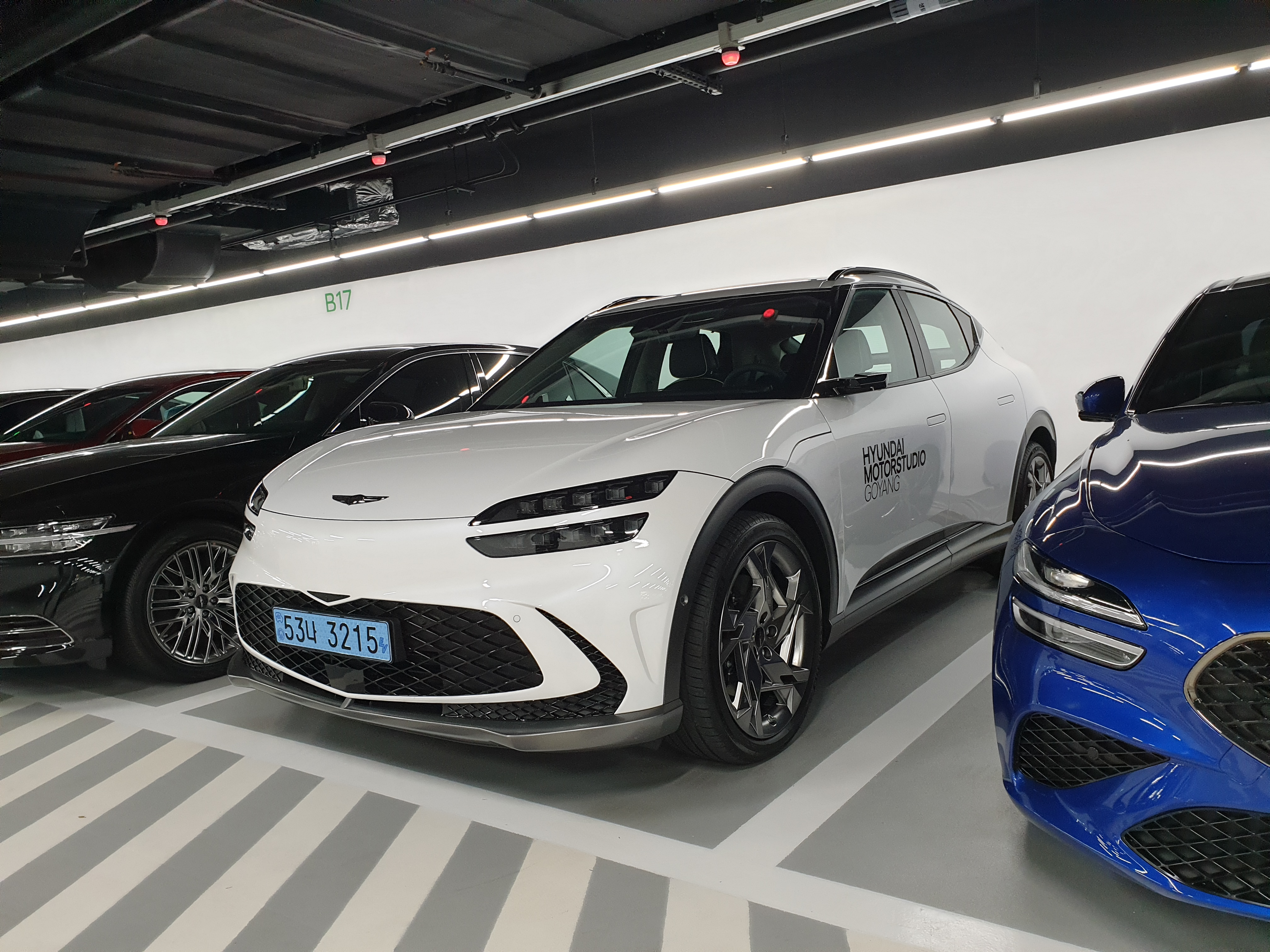
電気自動車専用のプレートを装着した車両 2 （ジェネシス・GV60 ）
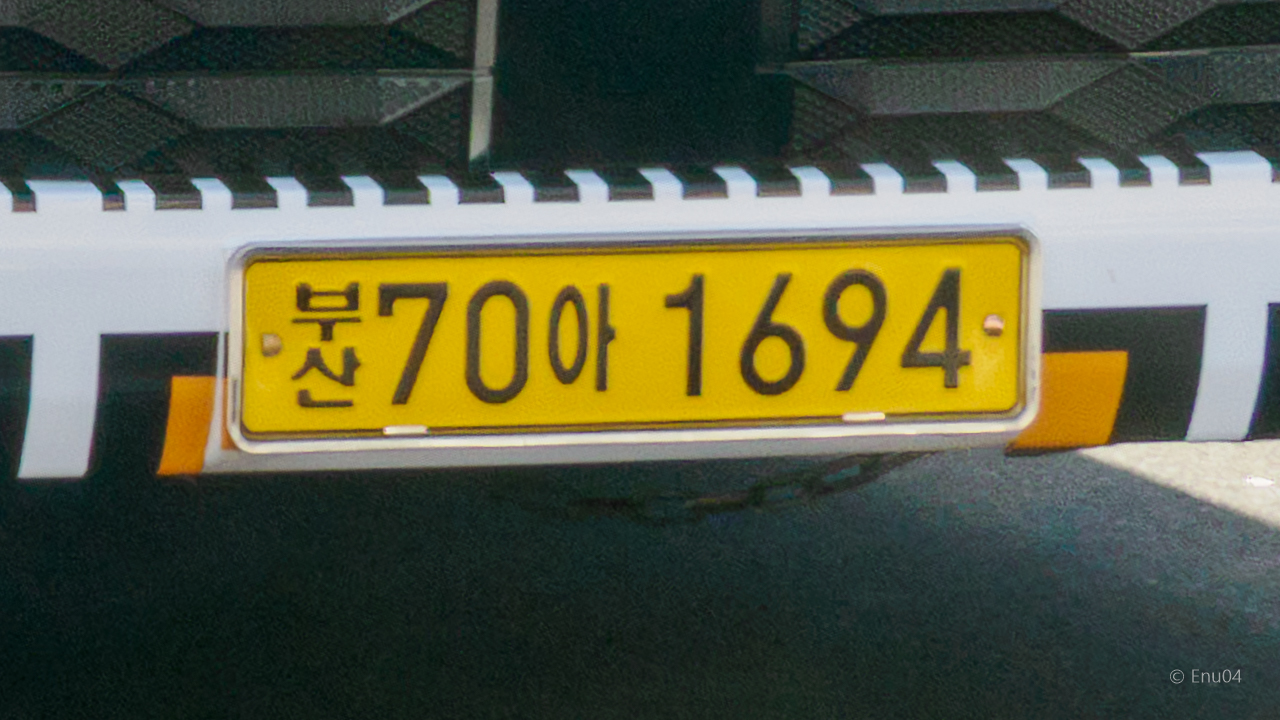
この様式の事業用プレートを装着した車両 1 （釜山ナンバー）

## 旧サイズのプレートで対応するケース
基本的に｢盤面のサイズ｣と｢取り付けネジ穴の位置(旧型は日本のように上端にネジ穴があるが、新型は両サイドにある)｣に極端な違いがあり、新サイズは旧サイズを前提として設計・製造された車種には装着不可能である。そのため、｢新旧どちらのサイズのナンバーを｣｢前後どちらに｣使用するかは車種・製造時期により大きく異なっている。
- ナンバー変更時期以前に生産終了した車種の場合

例えばヒュンダイ・グレンジャーXGやダイナスティの場合、フロントに新型プレートを取り付ける対策を施している一方でリアは旧サイズのプレートを装着している。

XG：フロントに新サイズのナンバーが装着された個体(1)。
XG：フロントに新サイズのナンバーが装着された個体(2)。
XG：リアに旧サイズのナンバーが装着された個体(1)。
XG：リアに旧サイズのナンバーが装着された個体(2)。
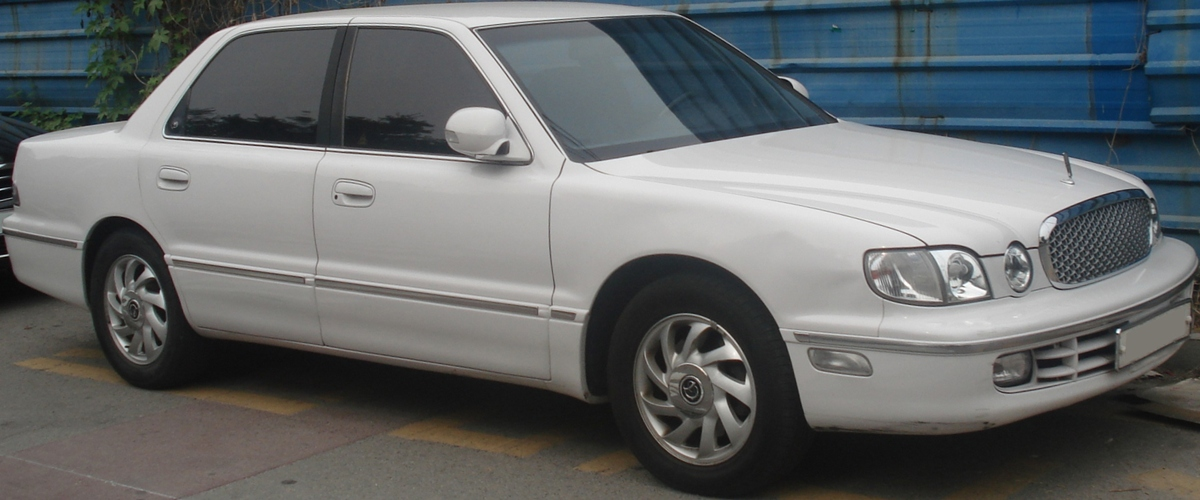
ダイナスティ：フロントに新サイズのナンバーが装着された個体。
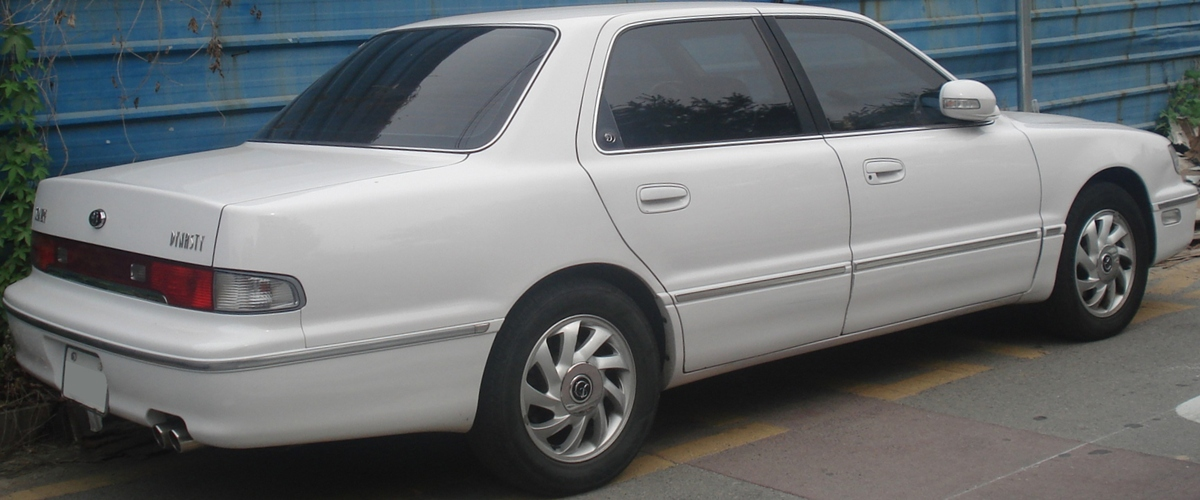
ダイナスティ：リアに旧サイズのナンバーが装着された個体。

- 生産時期がナンバー変更時期を跨いでいる場合

例えばヒュンダイ・ソナタ(NF系)の場合、旧サイズを使用する個体と新サイズを使用する個体が混在している。そもそもNFソナタは車両生産時期がナンバー変更時期を跨いでいる車種であり、マイナーチェンジ等で新ナンバー対応が図られた可能性がある。

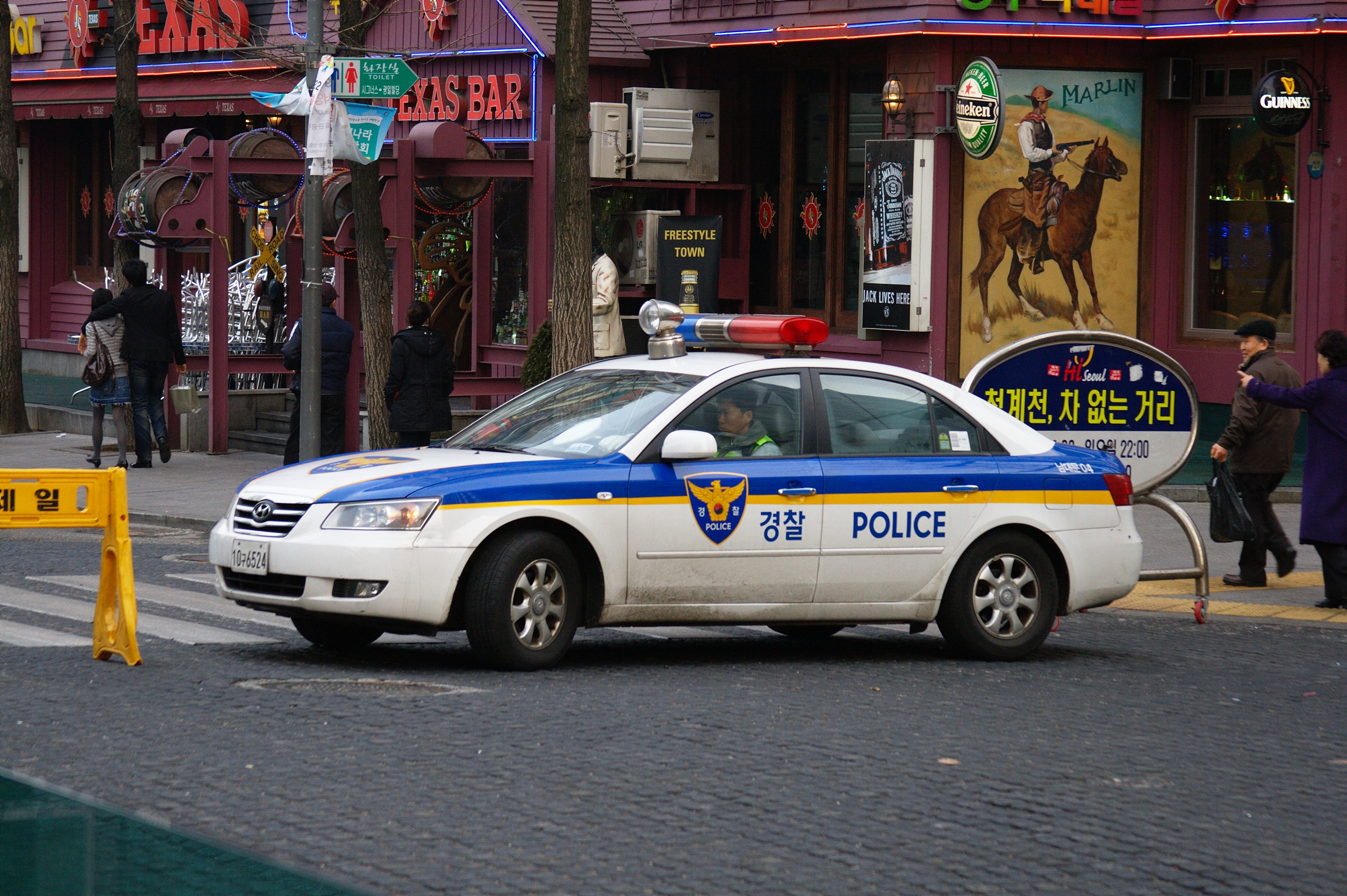
フロントに旧サイズのナンバーが装着された個体。
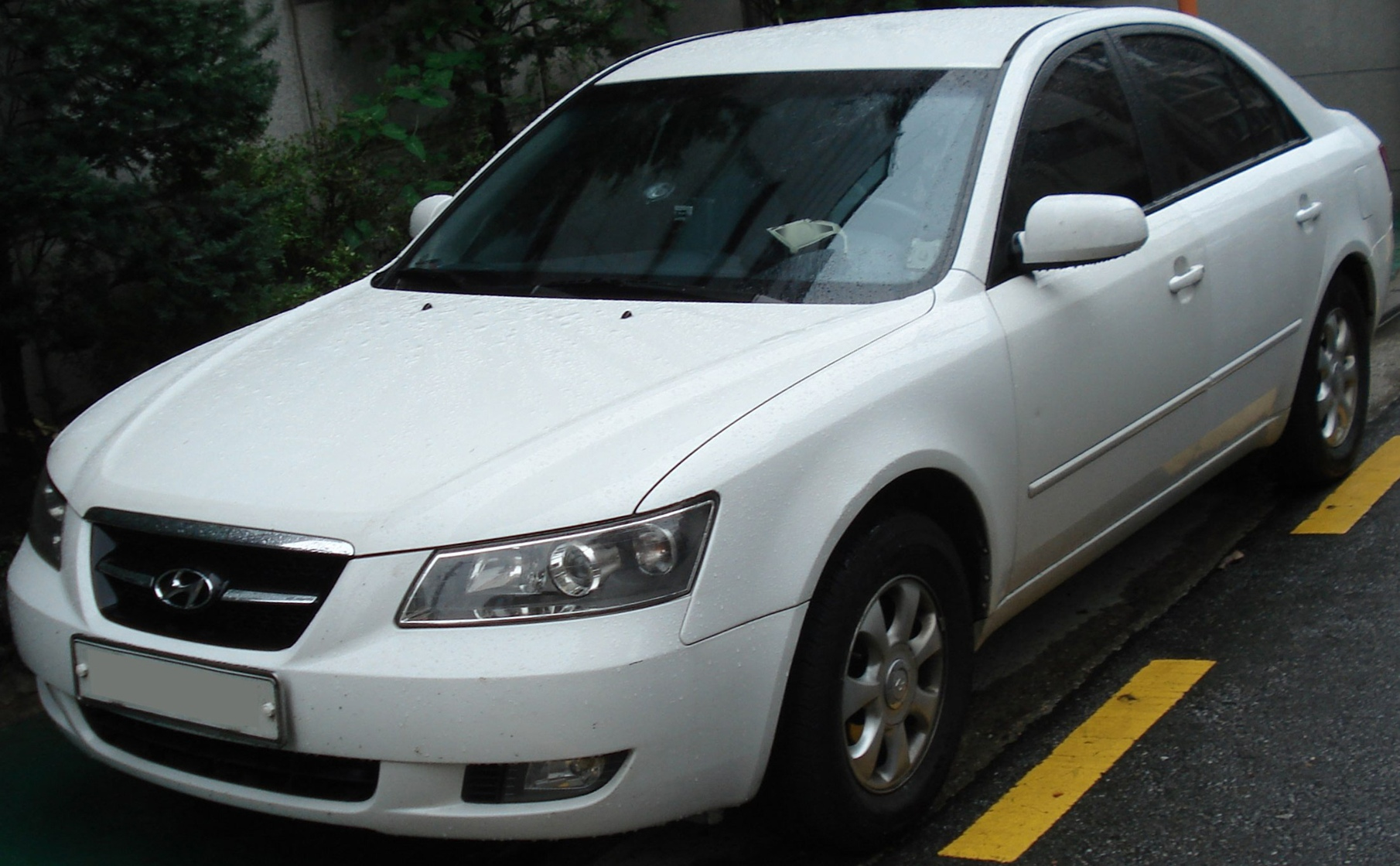
フロントに新サイズのナンバーが装着された個体。
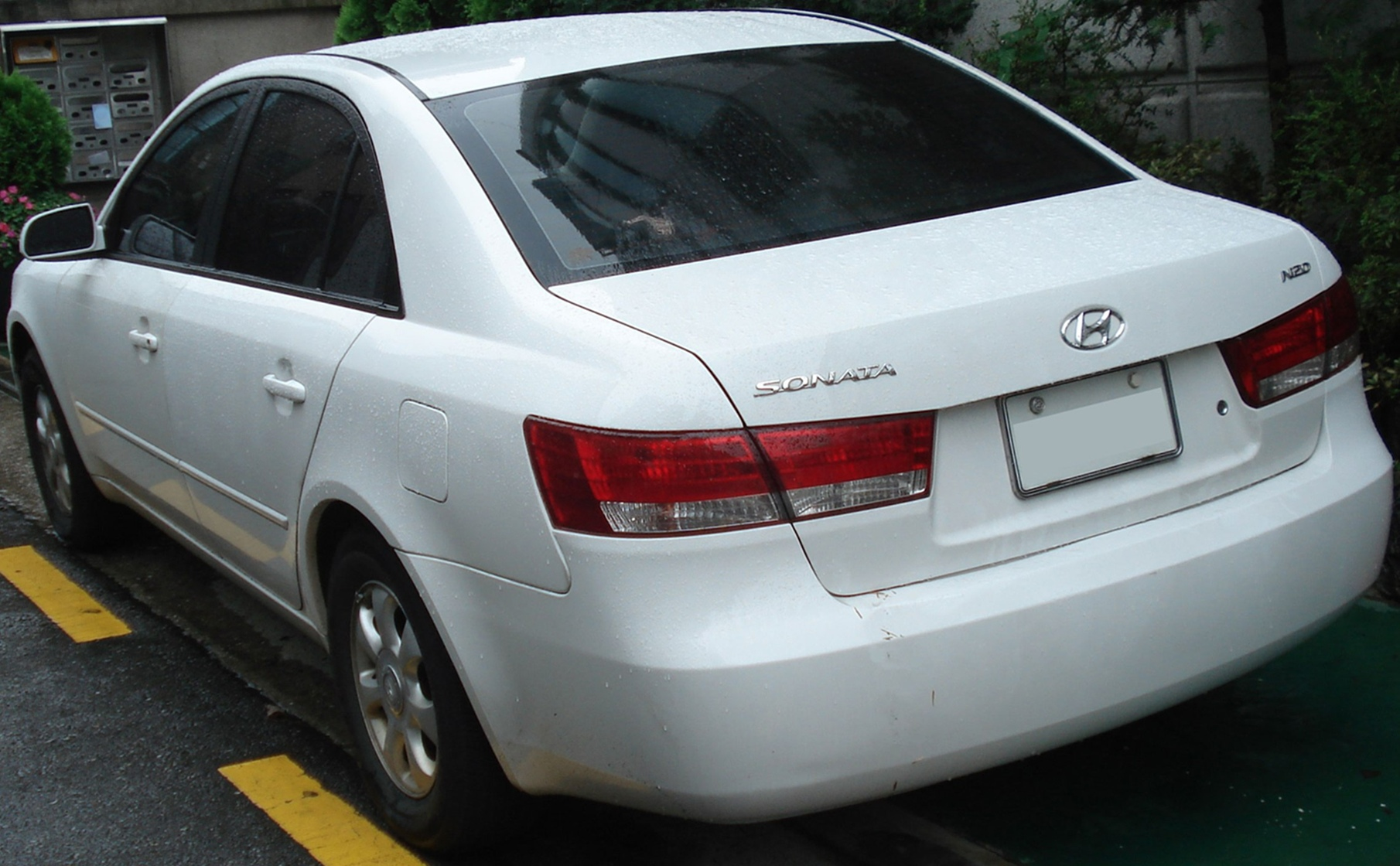
リアに旧サイズのナンバーが取り付けられた個体。
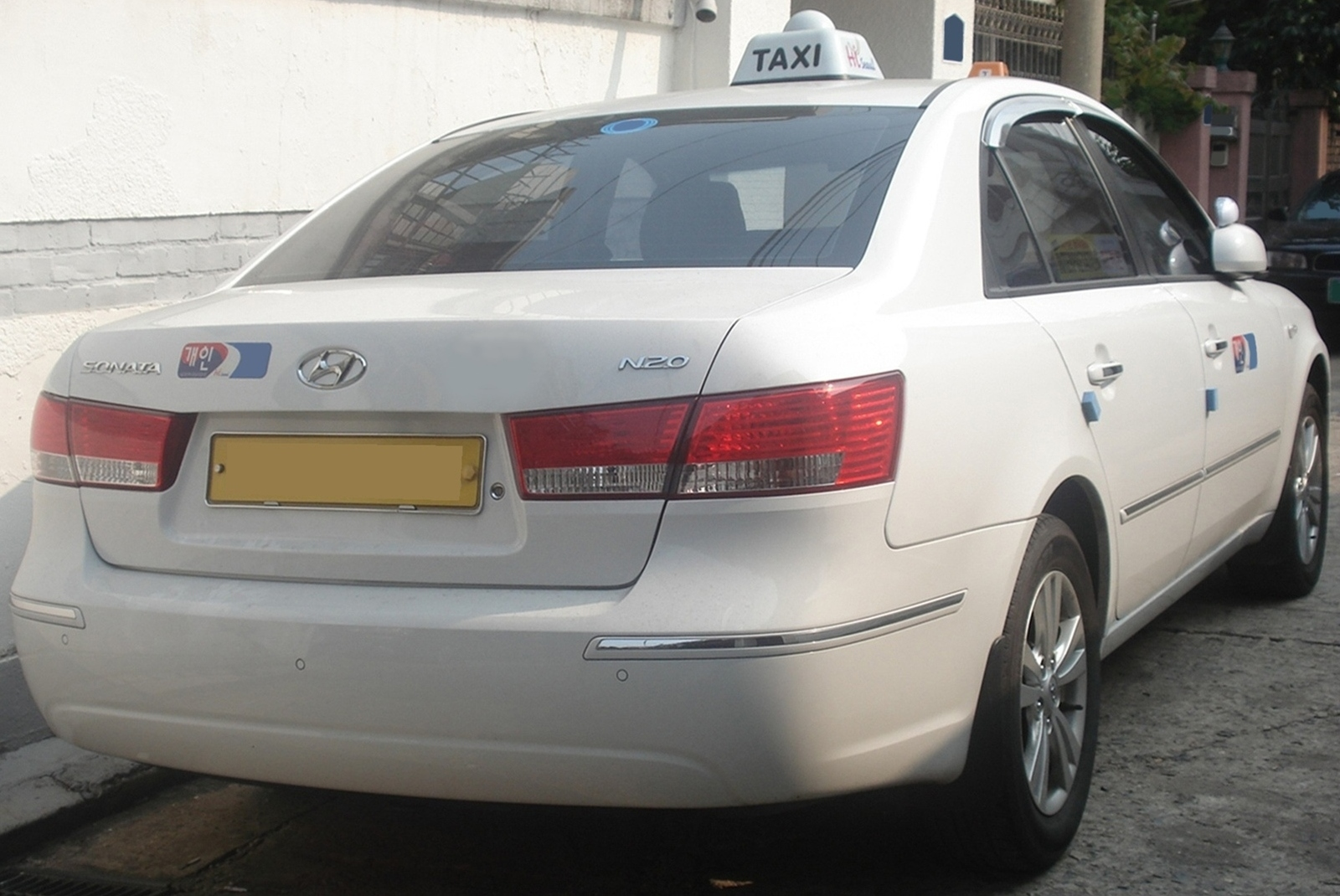
リアに新サイズのナンバーが取り付けられた個体。
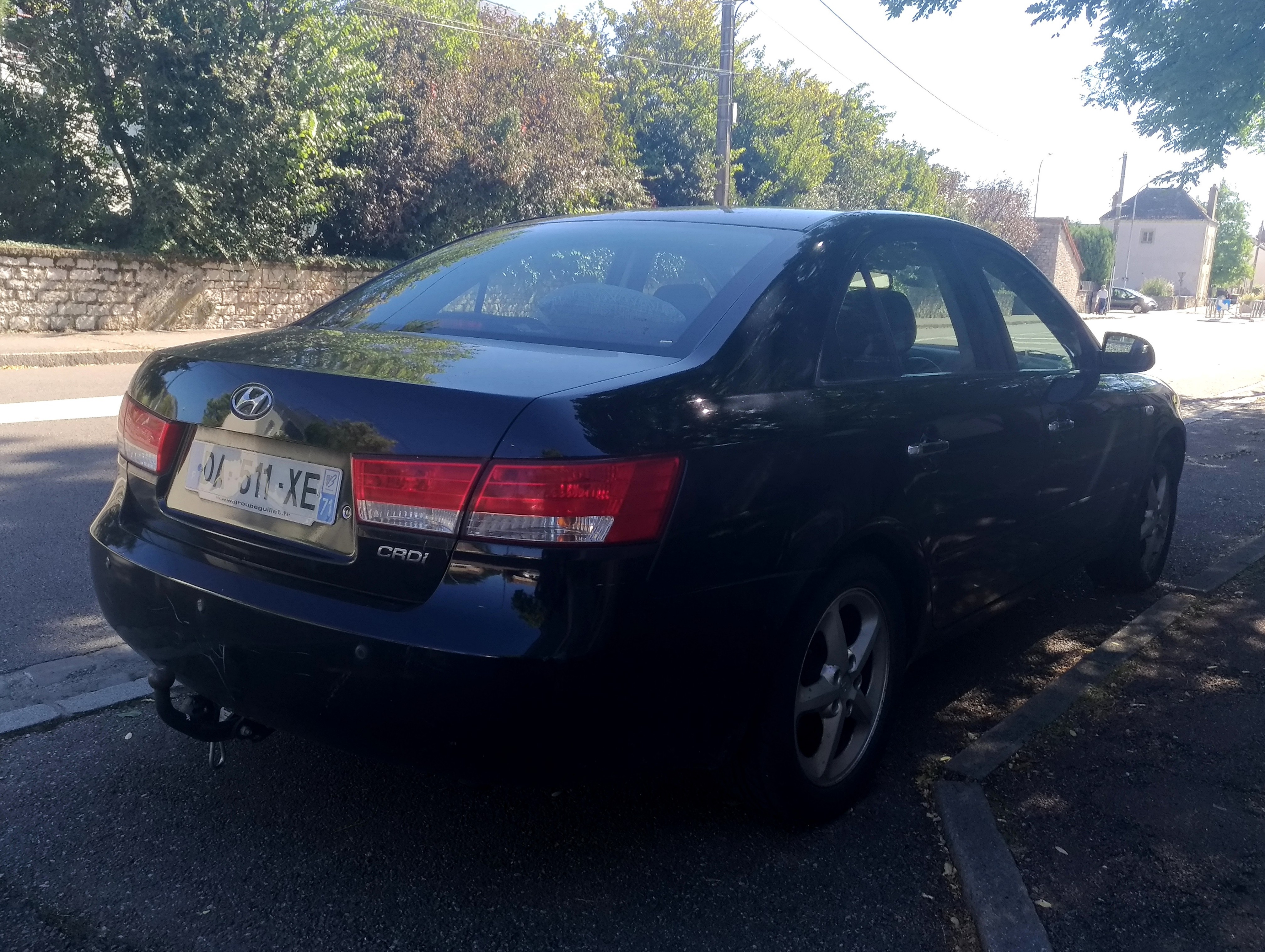
(参考)NFソナタは後部に欧州サイズのナンバーが装着可能である。(写真はフランス国内登録車)

一方で、下のヒュンダイ・リベロ(キャンピングカー仕様)では前後とも旧サイズのプレートが取り付けられている。

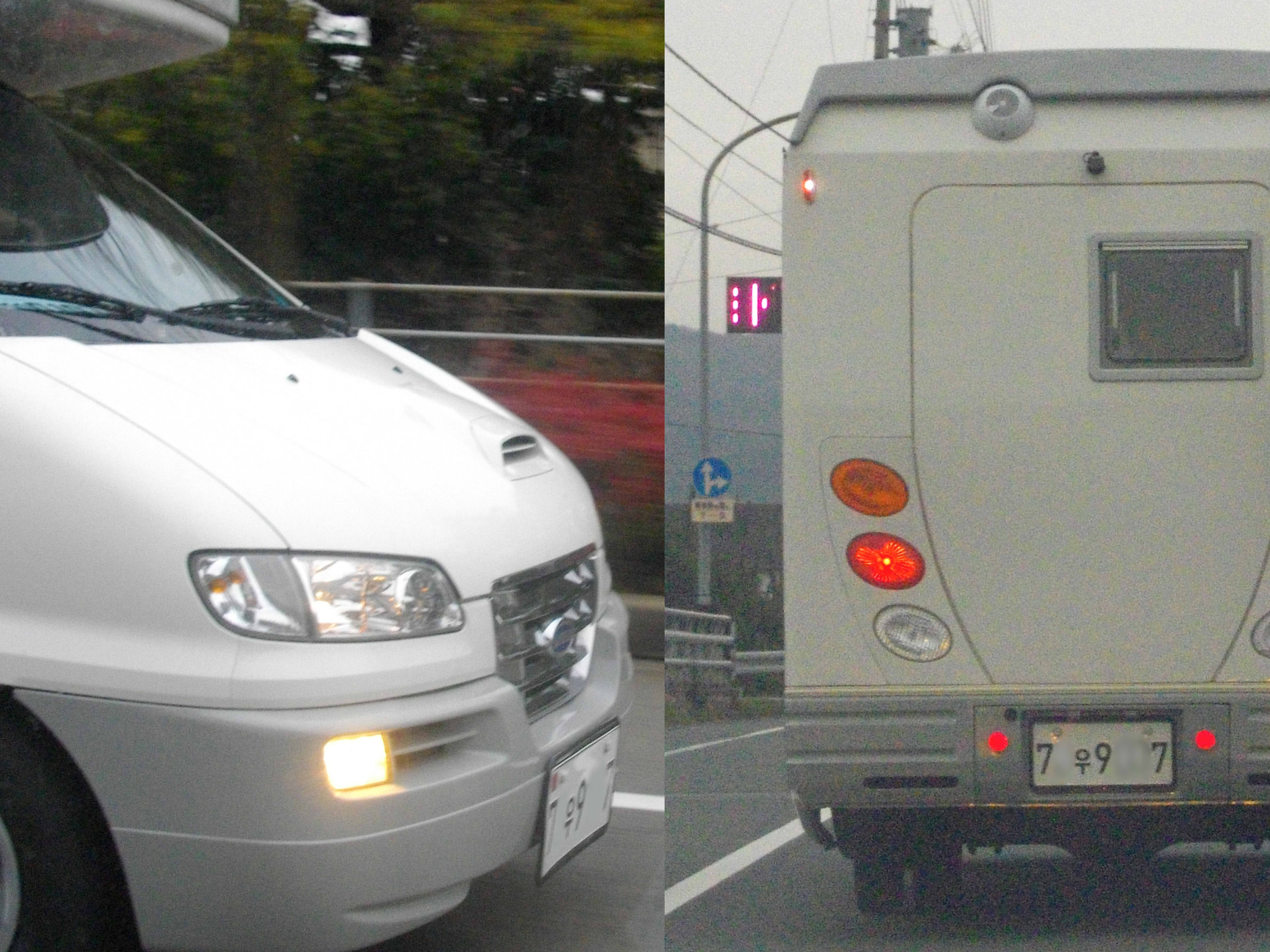

- フロントのナンバープレートがオフセットされている場合

(韓国から見た)輸入車だと三菱・ランサーエボリューション(Ⅵ以降)、韓国車だと大宇・ティコ(≒スズキ・アルト)などのように純正の時点でナンバープレートがオフセットされている車両の場合はフロントにも旧サイズのプレートが使用されている模様。
- ランエボⅩはフロントが旧サイズ、リアが新サイズという組み合わせとなっている。その1その2その3その4その5
- ティコの場合はフロントがオフセットされている上にリアが旧サイズしか入らないので前後とも旧サイズとなっている。その1その2
  - しかしながら、ティコのフロントに新サイズのナンバーを取り付けた例も存在している。その1

## かつての様式

### 地名表記の一覧
ハングル字母順で表記。ナンバープレートへの地域名表示は、2004年1月をもって廃止された。
- 강원 （江原） - 江原道
- 경기 （京畿） - 京畿道
- 경남 （慶南） - 慶尚南道
- 경북 （慶北） - 慶尚北道
- 광주 （光州） - 光州広域市 （1986年から）
- 대구 （大邱） - 大邱広域市 （1981年から）
- 대전 （大田） - 大田広域市 （1989年から）
- 부산 （釜山） - 釜山広域市 （1981年から）
- 서울 （ソウル） - ソウル特別市
- 울산 （蔚山） - 蔚山広域市 （1997年から）
- 인천 （仁川） - 仁川広域市
- 전남 （全南） - 全羅南道
- 전북 （全北） - 全羅北道
- 제주 （済州） - 済州特別自治道
- 충남 （忠南） - 忠清南道
- 충북 （忠北） - 忠清北道

### 車種記号

#### 1973年 - 1996年
- 0・1・2・3・4 : 乗用車（0は特殊目的のみ使用）
- 5・6 : 乗合車（バス等）
- 7・8 : 貨物車
- 9 : 特殊車両

##### この様式のプレート

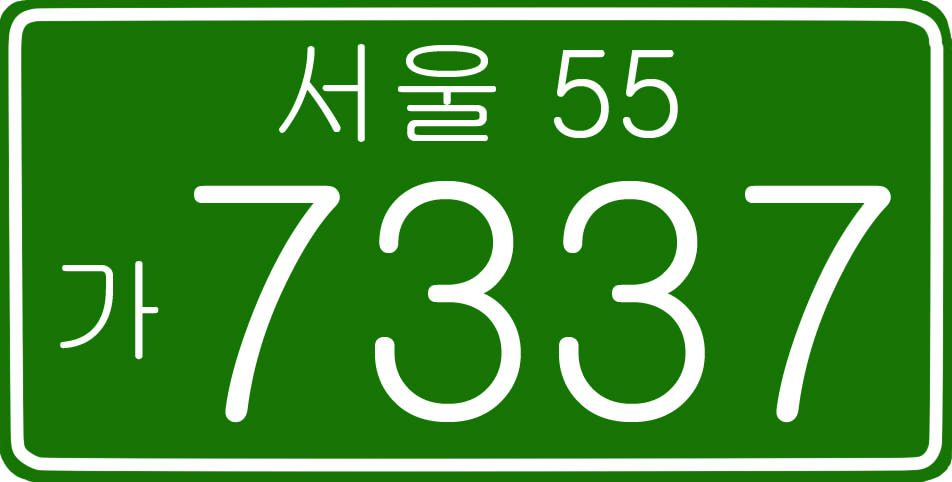
文字配列（自家用）
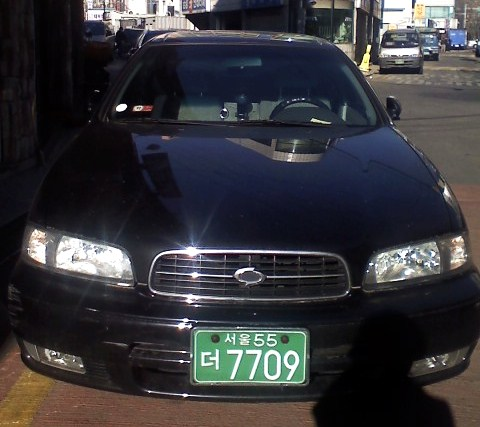
自家用 （ルノーサムスンSM5（A32型））
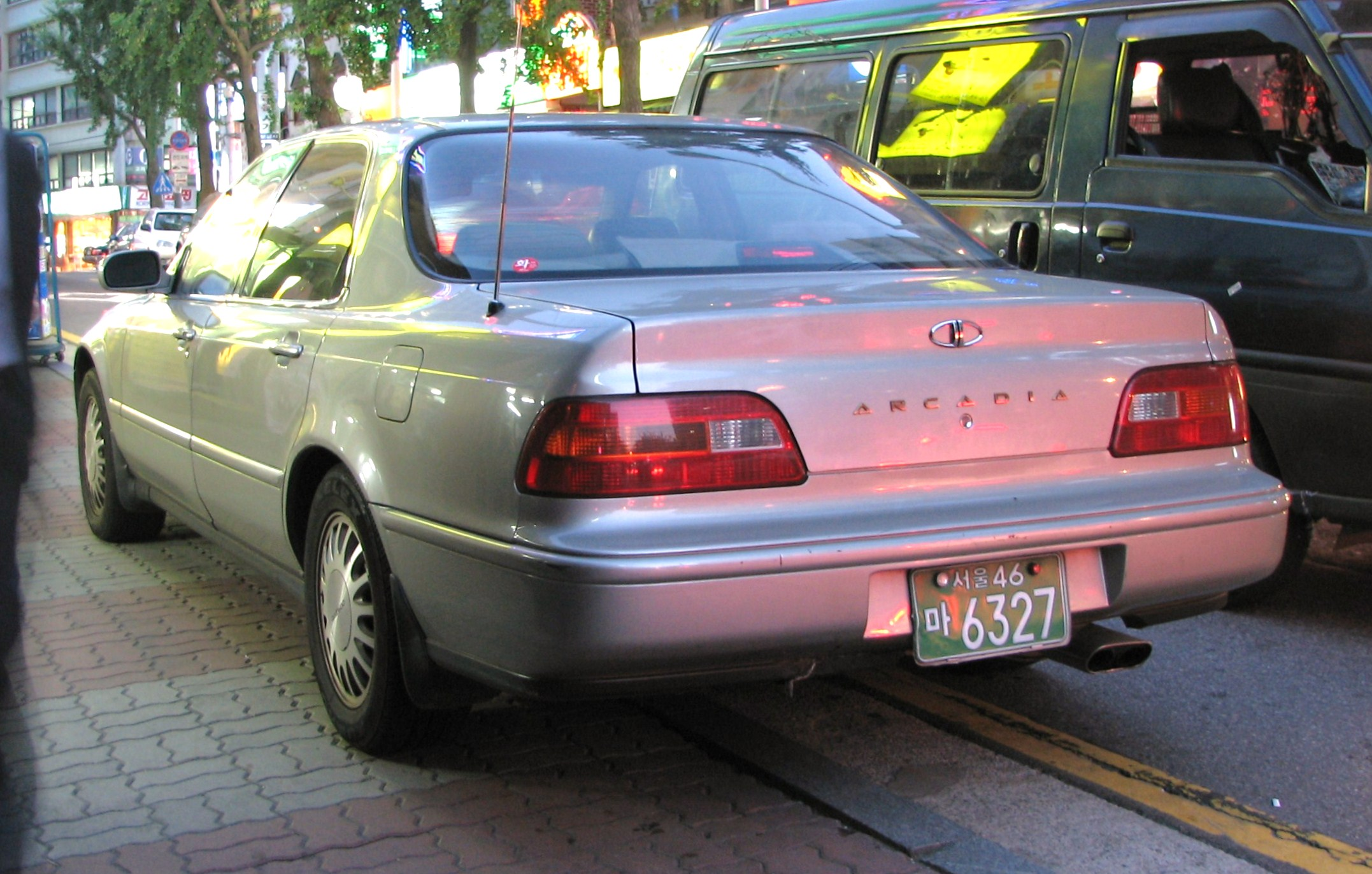
自家用 （大宇・アカディア）

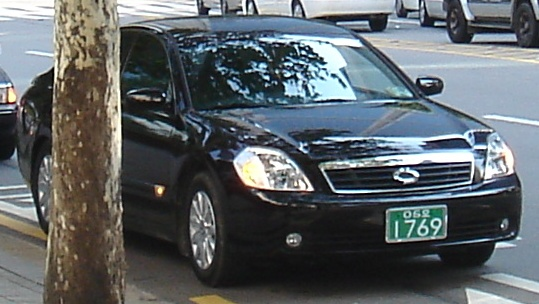
自家用 （ルノーサムスンSM5）
自家用 （ルノーサムスンSM3）

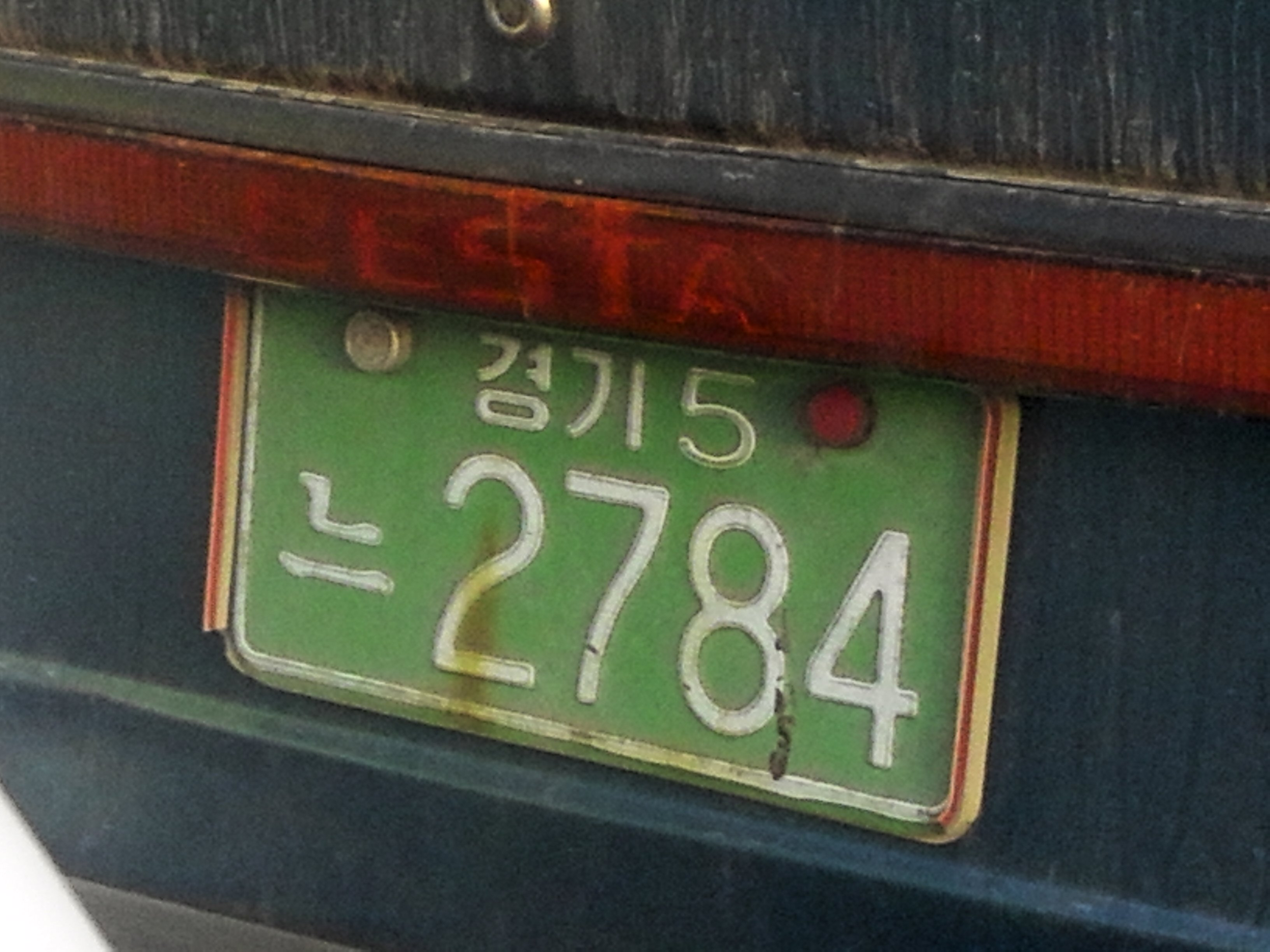
自家用 (乗合車)
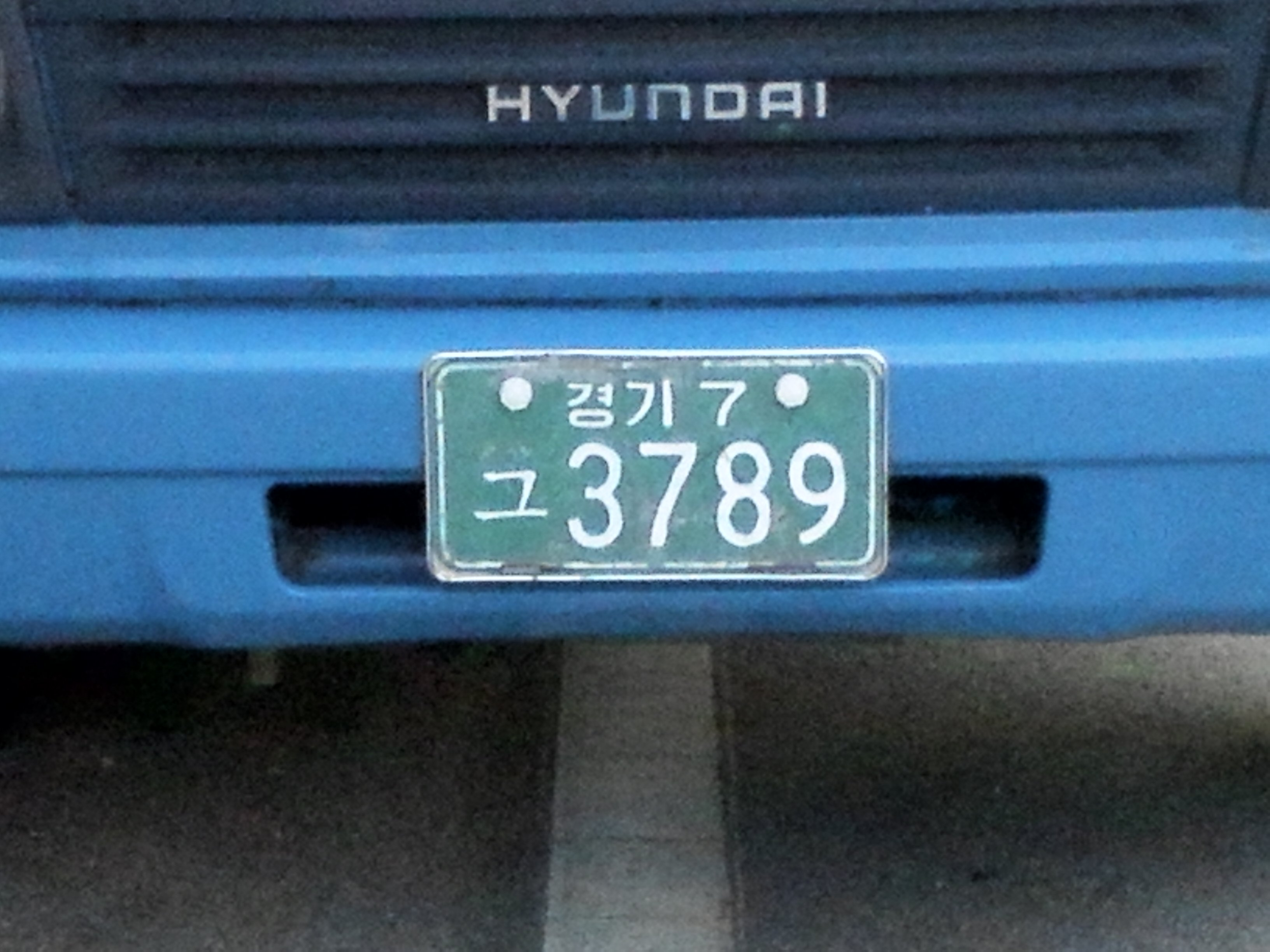
自家用 （貨物車）

#### 1996年 - 2004年
- 10 - 69 : 乗用車
- 70 - 79 : 商用車 （バン等）
- 80 - 97 : 貨物車 （トラック）
- 98 - 99 : 特殊車両 （キャンピングカー等、建設機械は除く）

##### この様式のプレート
- 文字配列（自家用）
- 自家用
（ルノーサムスンSM5（A32型））
- 自家用
（大宇・アカディア）

#### 2004年 - 2006年
2004年からハングルによる登録地表記を省略した新しいナンバーが登場した。この改定は自家用車のみ対象であり、事業用車については変更されなかった。変更された車種記号は次の通り。
- 01 - 69 : 乗用車
- 70 - 79 : 乗合車
- 80 - 97 : 貨物車
- 98 - 99 : 特殊車両（建設機械は除く）
- 2019年改正:100 - 699 : 乗用車

2004年1月に改正されたものは視認性やデザイン面での不満の声が強く、2006年の再改正につながった。尚、車種記号は現在の様式にそのまま引き継がれている。

##### この様式のプレート
- 自家用
（ルノーサムスンSM5）
- 自家用
（ルノーサムスンSM3）

## 自動二輪車(オートバイ)
自動二輪車のナンバープレートは、他の車種（乗用車、バン、トラック）とは異なり、市・郡・区役所や町・村・地域の住民センターで使用届けを行い、車体の後部にナンバープレートを取り付けることが特徴である。基本的にナンバープレートの背景は白色で、文字は青色であり、登録地域の表記が残されていることが特徴である。2003年以前の乗用車、バン、トラックのナンバープレートのように登録地の都道府県、特別市や広域市のみの表記とは異なり、市、郡、区も表記されている。
| 法および制度     | 1~49cc                                                                                             | 50cc~125cc     | 126cc以上  |
| ---------------- | -------------------------------------------------------------------------------------------------- | -------------- | ---------- |
| 自動車管理法     | 軽型自動二輪車 (2012年1月1日施行) (2011年12月31日まで自動車管理法による分類が明記されていなかった) | 自動二輪車     | 自動二輪車 |
| 道路交通法       | 原動機付自転車                                                                                     | 原動機付自転車 | 自動二輪車 |
| ナンバープレート | 2012年1月1日から取り付け (2011年12月31日までは取り付けなし)                                        | 取り付け       | 取り付け   |

例：ソウル・東大門・カ 0000

### 広域自治体の追加関連事項
広域自治体が追加され、ナンバープレートにある地域識別符号が追加された。セジョン特別自治市の設立により、自動二輪車のナンバープレートに「セジョン バ XXXX」といった形式の番号が使用される。

### 写真

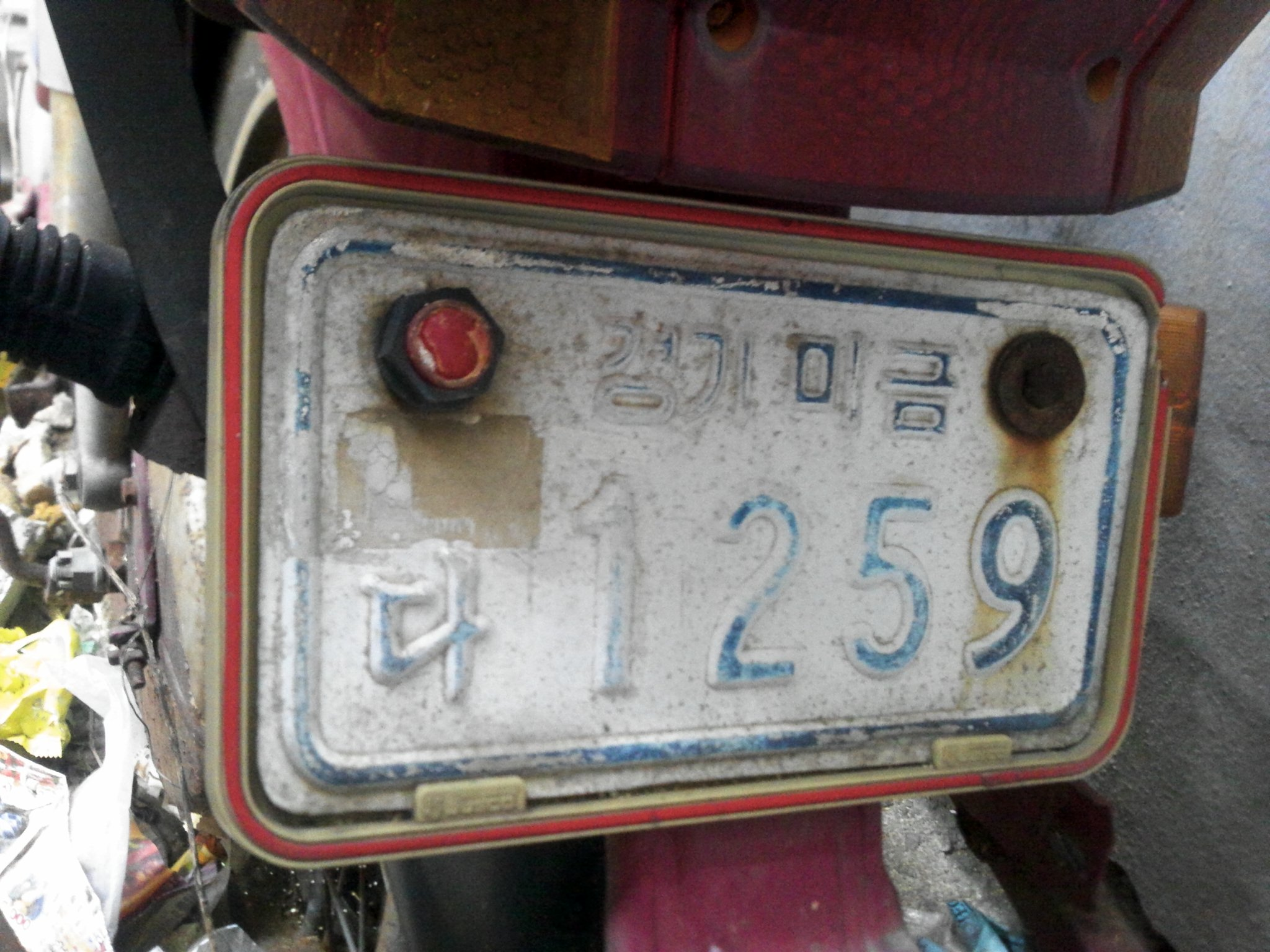
地域表示が京畿道未金市（現 南楊州市）に表示された自動二輪車のナンバープレート
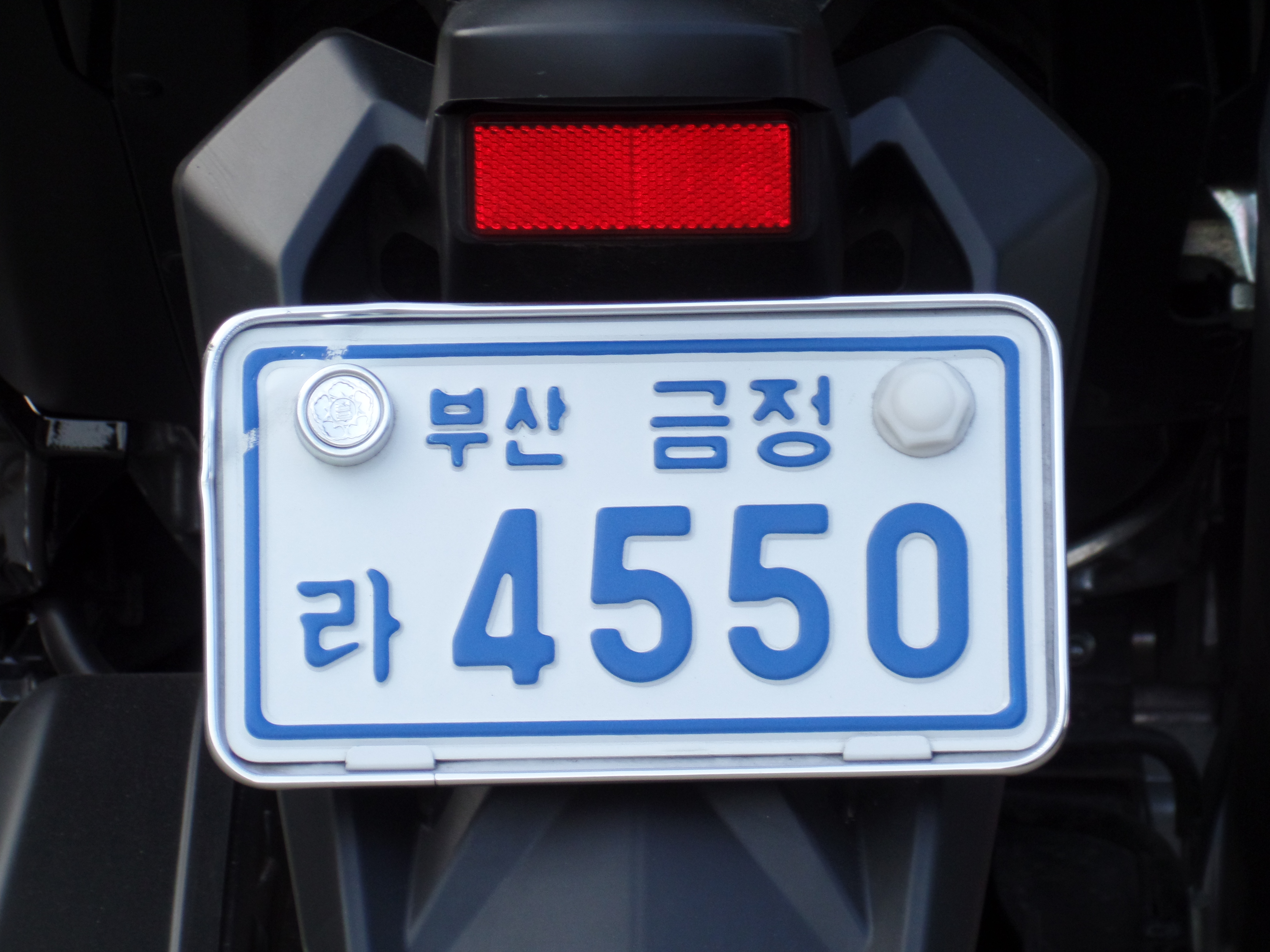
地域表示が釜山広域市金井区に表示された自動二輪車のナンバープレート